# Jamal Lewis
Jamal Lewis (Atlanta, 26 de agosto de 1979) é um ex-jogador de futebol americano que atuava como Running Back da National Football League (NFL). Ele foi selecionado pelo Baltimore Ravens em quinto lugar no Draft da NFL de 2000. Ele jogou futebol americano universitário na Universidade do Tennessee. Depois de passar suas primeiras sete temporadas com os Ravens, Lewis assinou contrato com o Cleveland Browns antes da temporada de 2007 e se aposentou após a temporada de 2009.
Lewis é mais conhecido por seu tempo com os Ravens, onde ele contribuiu para a vitória no Super Bowl XXXV quando era um novato. Lewis também é conhecido por sua excelente temporada de 2003, onde ele correu para 2.066 jardas (terceiro maior número de todos os tempos, atrás de Eric Dickerson e Adrian Peterson) e foi nomeado Jogador ofensivo do ano pela NFL.  Lewis foi introduzido no Anel de Honra dos Ravens em 27 de setembro de 2012.

## Primeiros anos
Lewis estudou na Douglass High School, em Atlanta, Georgia, onde ele praticou futebol americano e atletismo. Lewis foi avaliado como o melhor running back do país pela Super Prep. A Prep Star classificou-o como o número 2 como RB. Lewis correu para 25 touchdowns em seu primeiro ano, 1.923 jardas e 28 touchdowns em seu terceiro ano e 1.240 jardas e 15 touchdowns no terceiro ano. Em seus três anos como titular, ele correu para um recorde escolar de 4.879 jardas e 68 touchdowns, além de ter uma média de 9,7 jardas por corrida. Enquanto estava em Douglass, Lewis se converteu de um fullback para um running back.

## Carreira universitária
Como um calouro na Universidade do Tennessee em 1997, Lewis correu para 1.364 jardas e sete touchdowns. Por seus esforços, ele foi nomeado pro Primeiro Time Freshman All-America pela Sporting News e pro segundo time All-SEC pela Associated Press. Na temporada de 1997, o quarterback Peyton Manning conseguiu um passe de 10 jardas para Lewis contra Universidade de Arkansas. Em 1998, Lewis sofreu uma lesão no ligamento colateral lateral em seu joelho direito e perdeu o resto da temporada.
Em seus três anos na Universidade do Tennessee, Lewis correu para 2.677 jardas e foi responsável por 3.161 jardas totais. Lewis ocupa o quinto lugar na lista de corredores de todos os tempos na universidade e ficou em quarto em jardas totais. Ele estudou artes e ciências na Universidade do Tennessee.

### Estatísticas
|        |           |       | Correndo | Correndo | Correndo | Correndo | Recebendo | Recebendo | Recebendo |
| Ano    | Time      | Jogos | Ten      | Jardas   | Avg      | TDs      | Rec       | Jardas    | TDs       |
| ------ | --------- | ----- | -------- | -------- | -------- | -------- | --------- | --------- | --------- |
| 1997   | Tennessee | 12    | 232      | 1,364    | 5.9      | 7        | 23        | 266       | 2         |
| 1998   | Tennessee | 5     | 73       | 497      | 6.8      | 3        | 1         | 16        | 1         |
| 1999   | Tennessee | 10    | 182      | 816      | 4.5      | 7        | 15        | 193       | 1         |
| Totals | Totals    | 27    | 487      | 2,677    | 5.5      | 17       | 39        | 475       | 4         |

Fonte:

## Carreira profissional

### Baltimore Ravens
Considerado o melhor RB disponível ao lado de Thomas Jones, Lewis foi selecionado na primeira rodada com a quinta escolha geral no Draft de 2000 pelo Baltimore Ravens. Em sua temporada de estreia, ele correu para mais de 1.300 jardas. Em 19 de novembro, Lewis tornou-se o jogador mais jovem desde 1960 a registrar 200 jardas (21 anos, 82 dias). O jogo de corrida dos Ravens e a defesa renderam-lhes o seu primeiro título da NFL quando eles derrotaram o New York Giants no Super Bowl XXXV. Lewis correu para 103 jardas e marcou um touchdown no jogo, tornando-se apenas o segundo novato a correr para mais de 100 jardas em um Super Bowl e o mais jovem jogador a marcar um touchdown em um Super Bowl (21).
Lewis perdeu seu segundo ano devido a uma lesão no joelho que ele sofreu nos treinamentos. A lesão de Lewis enfraqueceu os Ravens durante grande parte da temporada.
Na temporada de 2003, Lewis liderou a NFL com 2.066 jardas, apenas 40 jardas atrás do recorde de 2.105 jardas de Eric Dickerson em 1984. Lewis se juntou a Dickerson, Terrell Davis, Barry Sanders e OJ Simpson como os únicos que conseguiram 2.000 jardas em uma temporada. Em 2009, Chris Johnson do Tennessee Titans, também ultrapassaria a marca de 2.000 jardas, correndo para 2.006 jardas. Em 2012, Adrian Peterson do Minnesota Vikings, terminou com 2.097 jardas, o segundo maior número de todos os tempos em uma única temporada.
Em 14 de setembro de 2003, Lewis quebrou o recorde de 278 jardas de Corey Dillon em um único jogo, com 295 jardas contra o Cleveland Browns. Lewis foi nomeado o Jogador Ofensivo do Ano da NFL pela Associated Press. O recorde de Lewis em um único jogo foi mais tarde quebrado por Adrian Peterson do Minnesota Vikings em 4 de novembro de 2007, quando ele correu para 296 jardas contra o San Diego Chargers.
Após a temporada de 2005, os Ravens se recusaram a colocar a franchise tag em Lewis, tornando-o um agente livre irrestrito após o final da temporada. Este movimento foi visto por muitos como uma formalidade em deixar Lewis ir para outro time. A especulação popular culpou o declínio constante de Lewis desde a temporada de 2003. Lewis também expressou descontentamento durante a temporada de 2005 por causa do fracasso da equipe em renovar com ele por um longo prazo. Apesar desses eventos, os Ravens renovaram com Lewis por três anos, apesar de terem contratado Mike Anderson, ex-Denver Broncos, considerado o substituto de Lewis. Ele terminou a temporada correndo para 1.132 jardas e nove touchdowns. Em 28 de fevereiro de 2007, os Ravens anunciaram que dispensariam Lewis. Em 7 de março de 2007, Lewis assinou um contrato com o Cleveland Browns.

### Cleveland Browns

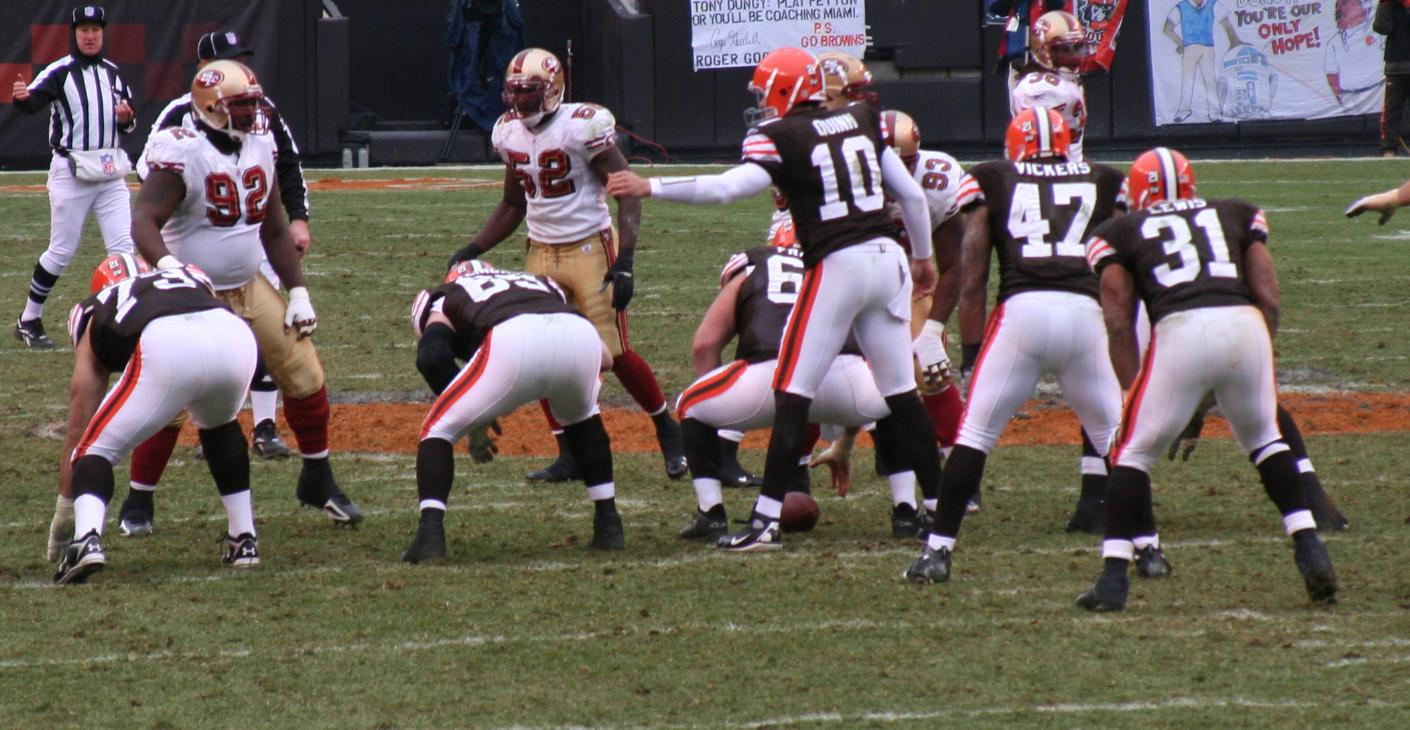
Lewis (# 31) se alinha para jogar contra o San Francisco 49ers em dezembro de 2007.

Depois de se juntar aos Browns, Lewis se tornou o titular da equipe. Lewis teve sua primeira temporada de mais de 1.300 jardas desde 2003 em sua primeira temporada com os Browns, correndo para 1.304 jardas e nove touchdowns.
Em 8 de novembro de 2008, The Plain Dealer informou que Lewis estava insatisfeito com o desempenho de seus companheiros de equipe na derrota recente dos Browns para o Denver Broncos. Lewis declarou: "Esta é a NFL, você não pode desistir até que o jogo termine." Lewis continuou dizendo "parece-me que algumas pessoas desistiram antes disso. Denver estava em baixa, mas não desistiu. Eles mantiveram a cabeça erguida e terminaram. Não fizemos isso duas semanas". Sem citar nomes, Lewis disse: "Algumas pessoas precisam checar seus egos na porta e encontrar algum coração para vir aqui e jogar duro. Esse é o jogo de homens. A maneira como saímos e jogamos duas semanas seguidas, terminando o mesmo tipo de caminho, não está lá. Acho que há alguns homens por aqui que precisam checar a si mesmos, diretamente. É isso."
Em 2 de novembro de 2009, Lewis anunciou que se aposentaria após a temporada de 2009. No final da temporada de 2009, Lewis foi colocado na lista de lesionados, terminando sua temporada. Em 17 de fevereiro de 2010, os Browns dispensaram Lewis.

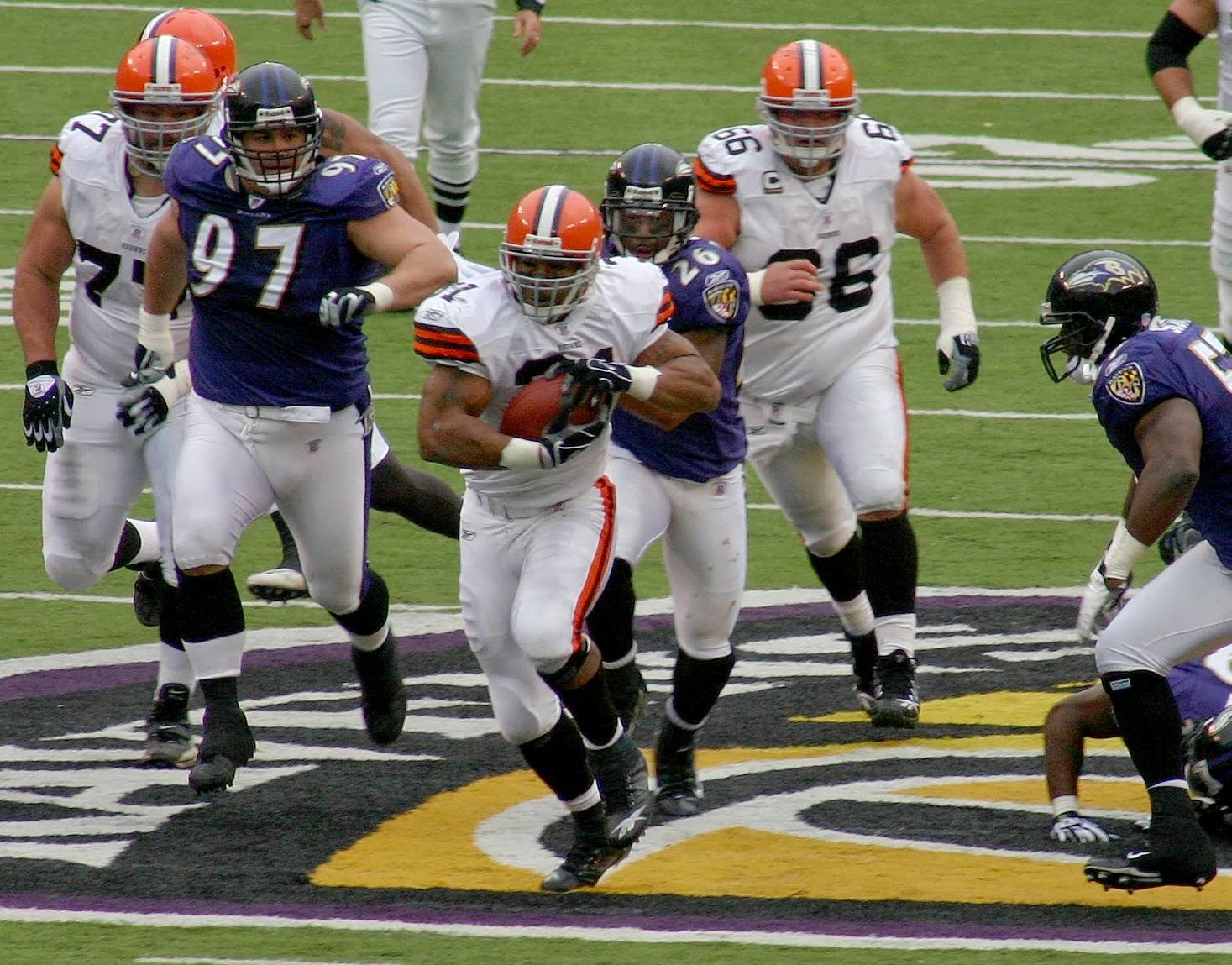
Lewis durante a vitória dos Browns por 33-30 na prorrogação sobre os Ravens em 18 de novembro de 2007

### Estatísticas
| Ano      | Time             | Jogos | Corridas | Jardas | Jardas por jogo | TDs |
| -------- | ---------------- | ----- | -------- | ------ | --------------- | --- |
| 2000     | Baltimore Ravens | 16    | 309      | 1 364  | 4,4             | 6   |
| 2002     | Baltimore Ravens | 16    | 308      | 1 327  | 4,3             | 6   |
| 2003     | Baltimore Ravens | 16    | 387      | 2 066  | 5,3             | 14  |
| 2004     | Baltimore Ravens | 12    | 235      | 1 006  | 4,3             | 7   |
| 2005     | Baltimore Ravens | 15    | 269      | 906    | 3,4             | 3   |
| 2006     | Baltimore Ravens | 16    | 314      | 1 132  | 3,6             | 9   |
| 2007     | Cleveland Browns | 15    | 298      | 1 304  | 4,4             | 9   |
| 2008     | Cleveland Browns | 16    | 279      | 1 002  | 3,6             | 4   |
| 2009     | Cleveland Browns | 9     | 143      | 500    | 3,5             | 0   |
| Carreira | Carreira         | 131   | 2 542    | 10 607 | 4,2             | 58  |

## Vida pessoal
Em fevereiro de 2004, surgiu que Lewis esteve envolvido em conversas sobre um negócio de drogas. Lewis foi acusado de conspirar para possuir com a intenção de distribuir cinco quilos de cocaína. Lewis chegou a um acordo com os promotores em outubro de 2004 e, finalmente, Lewis foi condenado em janeiro de 2005 a quatro meses em prisão federal. Ele foi libertado em 2 de agosto de 2005.
Em 31 de outubro de 2011, o Regions Bank entrou com uma ação contra Lewis sobre um empréstimo não pago de US $ 660.000.
Em janeiro de 2015, Lewis começou a trabalhar como vice-presidente de negócios e desenvolvimento do Metro Exhibits, uma feira especializada em exposições.
Em 8 de fevereiro de 2015, um anel de campeão do Super Bowl XLVII que Lewis possuía foi vendido em leilão por mais de US $ 50.000. Lewis recebeu o anel do dono do Baltimore Ravens, Stephen Bisciotti, em homenagem ao seu status como um dos grandes jogadores de Ravens de todos os tempos. Segundo os Ravens, Lewis vendeu o anel devido a dificuldades financeiras.
Um perfil do Relatório do Bleacher de 2018 detalhou a vida pós-NFL de Lewis, observando que ele sofre com os efeitos pós-traumáticos das concussões. Atualmente, ele é o Presidente da Southeast Exhibits e da Metro Retail Solutions for Metro Exhibits.